# Robert J. Vallerand
Robert J. Vallerand es psicólogo social, académico y autor canadiense. Es Catedrático de Psicología en la Universidad de Quebec en Montreal, donde ocupa una Cátedra de Investigación de Canadá en Procesos Motivacionales y Funcionamiento Óptimo y es Director del Laboratorio de Investigación sobre Comportamiento Social.
Vallerand es más conocido por sus investigaciones sobre los procesos motivacionales, habiendo formulado teorías que abordan la motivación intrínseca y extrínseca, junto con la pasión por las actividades. Es autor y coautor de más de 450 artículos de investigación y capítulos de libros, además de 12 libros y monografías como Passion for Work: Theory, Research, and Applications y The Psychology of Passion: A Dualistic Model, que recibió el premio William James Book Award de la American Psychological Association en 2017. Además, recibió el premio Comité Olímpico Internacional Premio de Ciencias del Deporte (1995), el Premio Asociación Canadiense de Psicología  Donald O. Hebb-Premio a la carrera (2011), el Premio Medalla de Oro Christopher Peterson de la Asociación Internacional de Psicología Positiva (2017), Premio a la trayectoria distinguida de la Sociedad Internacional para el Yo y la Identidad (2022) el Premio Internacional TANG (2022), y el Premio Medalla de Oro de la Asociación Canadiense de Psicología por Contribuciones Distinguidas de por Vida a la Psicología Canadiense (2023).
Vallerand es miembro de la Asociación Americana de Psicología, de la Asociación Canadiense de Psicología, de la Asociación para la Ciencia Psicológica, de la Sociedad de Psicología Social y de la Personalidad, de la Asociación Internacional de Psicología Aplicada, y la Sociedad Real de Canadá. Se desempeñó como editor jefe asociado de la Revue Canadienne des Sciences du Comportement/Canadian Journal of Behavioural Sciences.

## Educación
Vallerand obtuvo una licenciatura en Educación física con un menor en Psicología de la Universidad de Quebec en Trois-Rivières en 1977 seguido de una maestría en Psicología social de Actividad Física y Salud de la Universidad McGill en 1979. En 1981 obtuvo el doctorado en Psicología Social del Deporte, la Actividad Física y la Salud por la Universidad de Montreal, y completó sus estudios postdoctorales en Psicología Social Experimental en la Universidad de Waterlooen 1982.
Vallerand obtuvo una licenciatura en Educación Física con un menor en Psicología de la Université du Québec à Trois-Rivières en 1977, seguido de una maestría en Psicología Social de Actividad Física y la Salud de la Universidad McGill en 1979. En 1981, obtuvo un doctorado en Psicología Social del Deporte, la Actividad Física y la Salud por la Universidad de Montreal, y completó sus estudios postdoctorales en Psicología Social Experimental en la Universidad de Waterlooen en 1982.

## Carrera
Vallerand comenzó su carrera académica como profesor asistente en el Departamento de Psicología de la Universidad de Guelph. En 1982 se trasladó a la Universidad de Québec à Montreal en 1983, donde es profesor titular de Psicología. En 1994 trabajó como profesor invitado en la Universidad McGill y más tarde fue nombrado profesor adjunto en la Universidad de Moncton de 1996 a 2002 y profesor asociado en el Instituto de Psicología Positiva y Educación de la  Universidad de Sídney (Australia) (2014-2017). También se desempeñó como profesor titular y director del Departamento de Psicología Educativa y de Orientación de la Universidad McGill entre 2013 y 2014.
Vallerand dirigió el Departamento de Psicología de la Université du Québec à Montréal de 1991 a 1994, así como el Departamento de Psicología Educativa y de Asesoramiento de 2013 a 2014 en la Universidad McGill, donde posteriormente ocupó la Cátedra de Investigación de Canadá hasta 2014. Desde 2016, ocupa la Cátedra de Investigación de Canadá en Procesos Motivacionales y Funcionamiento Óptimo, y es Director del Laboratorio de Investigación sobre Comportamiento Social de la Université du Québec à Montréal.
Vallerand se desempeñó como presidente de la Sociedad de Investigación en Psicología de Québec (1988-1991), de la Asociación Canadiense de Psicología (2006-2007), y la Asociación Internacional de Psicología Positiva (2011-2013).

## Investigación
Vallerand ha contribuido al campo de Psicología social mediante el estudio del papel de motivación y  pasión en óptimo funcionamiento y identidad, con foco en la educación, el trabajo y los deporte.

## Obras
Vallerand ha escrito sobre la psicología de la pasión y la ciencia de la motivación. Introdujo el modelo dualista de la pasión, explorando cómo la pasión armoniosa y obsesiva influye en varios fenómenos psicológicos en su libro La psicología de la pasión: un modelo dualista, que Cynthia LS Purin y Benjamin P. Hardy calificaron de "monografía excepcional". Posteriormente, coeditó Passion for Work: Theory, Research, and Applications con Nathalie Houlfort, examinando los efectos de la pasión por el trabajo, centrándose en sus aspectos positivos y negativos utilizando el Modelo Dualista de la Pasión. También ha publicado varias obras en francés, como Les Fondements de la Psychologie Sociale, sobre la que Roxane de la Sablonnière dijo: "... lo fue en su primera edición y sigue siendo, con esta, una obra "imprescindible" para quien se interese por la psicología social. Los fundamentos de la psicología social pueden clasificarse definitivamente y sin ninguna duda como un 'clásico'"."

### Motivación
Vallerand estudió las medidas de motivación y al mismo tiempo investigó la relación entre motivación y autodeterminación. Presentó un modelo jerárquico de motivación intrínseca y extrínseca, ofreciendo un marco para explicar los procesos interaccionales que involucran factores de personalidad, sociales y de tarea que afectan la motivación. Junto con colegas y ex alumnos, ha desarrollado medidas de motivación como la Escala de Motivación Académica (AMS) así como la Escala de Motivación Deportiva (SMS) para examinar los tipos de motivación en los deportes y la educación. Además, junto con Frédéric Guay y Céline Blanchard, propuso la Escala de Motivación Situacional (SIMS), una medida de la motivación intrínseca estatal, que identifica la regulación introyectada y externa y la amotivación en diversos entornos, y que se utiliza en todo el mundo.
Vallerand exploró cómo la motivación puede afectar una serie de fenómenos de la vida real. De esta manera, desarrolló un modelo motivacional del abandono escolar, vinculando las percepciones de competencia y autonomía de los estudiantes con las conductas de los agentes sociales, los niveles de motivación escolar autodeterminados y las eventuales intenciones y conductas de abandono escolar. Además, esbozó un modelo motivacional para la relación entrenador-atleta, destacando cómo las conductas de los entrenadores influyen en la motivación y las necesidades psicológicas de los atletas.

### Psicología de la pasión
En 2003, Vallerand desarrolló el modelo dualista de la pasión para estudiar la pasión en diferentes áreas de la vida de las personas. Con ello abrió el estudio científico de la pasión. Definió por primera vez la pasión y propuso un modelo para explicar los determinantes, resultados y procesos de la pasión. Según él, la pasión se define como una fuerte inclinación hacia una actividad (u objeto, persona, creencia) que uno ama, valora, en la que invierte tiempo y energía y que forma parte de la identidad. Su modelo postulaba la existencia de dos tipos de pasión: la “armoniosa” (bajo el control de la persona) y la “obsesiva” (que llega a controlar a la persona). Considerando que se supone que la pasión armoniosa conduce al bienestar y al funcionamiento óptimo, se espera que la pasión obsesiva fomente resultados menos adaptativos y, a veces, desadaptativos.

## Premios y honores
- 1995 – Premio de Ciencias del Deporte, Comité Olímpico Internacional
- 2007 – Premio a la trayectoria Adrien-Pinard, Sociedad de Quebec para el estudio de la psicología
- 2011 – Premio Donald O. Hebb a la trayectoria profesional, Asociación Canadiense de Psicología[3]
- 2017 – Premio Medalla de Oro Christopher Peterson, Asociación Internacional de Psicología Positiva[4]
- 2017 – Premio William James al libro, Asociación Estadounidense de Psicología
- 2019 – Premio Thérèse Gouin-Decarie a la trayectoria en ciencias sociales, Association francophone pour le savoir (ACFAS)[29]
- 2022 – Premio a la trayectoria destacada, Sociedad Internacional para el Ser y la Identidad[5]
- 2022 – Premio Internacional TANG, Fundación TANG[6]
- 2023 – Premio Medalla de Oro, Asociación Canadiense de Psicología[7]
- 2024 – Premio Léon-Gérin
- 2024 - Médaille Innis-Gérin – Royal Society of Canada

### Libros seleccionados
- The Psychology of Passion: A Dualistic Model (2015) ISBN 978-0199777600
- Passion for Work: Theory, Research, and Applications (2019) ISBN 978-0190648626
- Les Fondements de la Psychologie Sociale (2021) ISBN 978-2891059541

### Artículos seleccionados
- Vallerand, R. J., Pelletier, L. G., Blais, M. R., Briere, N. M., Senecal, C., & Vallieres, E. F. (1992). The Academic Motivation Scale: A measure of intrinsic, extrinsic, and amotivation in education. Educational and psychological measurement, 52(4), 1003–1017.
- Pelletier, L. G., Tuson, K. M., Fortier, M. S., Vallerand, R. J., Briere, N. M., & Blais, M. R. (1995). Toward a new measure of intrinsic motivation, extrinsic motivation, and amotivation in sports: The Sport Motivation Scale (SMS). Journal of sport and Exercise Psychology, 17(1), 35–53.
- Vallerand, R. J. (1997). Toward a hierarchical model of intrinsic and extrinsic motivation. In Advances in experimental social psychology (Vol. 29, pp. 271–360). Academic Press.
- Vallerand, R. J., Fortier, M. S., & Guay, F. (1997). Self-determination and persistence in a real-life setting: toward a motivational model of high school dropout. Journal of Personality and Social psychology, 72(5), 1161.
- Vallerand, R. J., Blanchard, C., Mageau, G. A., Koestner, R., Ratelle, C., Léonard, M., ... & Marsolais, J. (2003). Les passions de l'ame: on obsessive and harmonious passion. Journal of personality and social psychology, 85(4), 756.
- Vallerand, R. J., & Verner‐Filion, J. (2020). Theory and research in passion for sport and exercise. Handbook of sport psychology, 206–229.
- Vallerand, R. J., Chichekian, T., Verner-Filion, J., & Bélanger, J. J. (2023). The two faces of persistence: How harmonious and obsessive passion shape goal pursuit. Motivation Science, 9(3), 175.
- Vallerand, R.J. (2024). The power and perils of passion in the quest for self-growth and optimal functioning. Canadian Psychology/Psychologie canadienne, 65 (2), 132.
- Vallerand, R. J., Chichekian, T., & Schellenberg, B. J. (2024). The role of passion in education. In Handbook of educational psychology (pp. 245–268). Routledge.